# Pseudobombax guayasense
Pseudobombax guayasense là một loài thực vật có hoa trong họ Cẩm quỳ. A. Robyns lần đầu tiên mô tả chính thức loài này vào năm 1963.
Jefferson G. Carvalho-Sobrinho và Laurence J. Dorr (2017) cho rằng nó là đồng nghĩa của Pseudobombax millei.